# Distretto di Jalpaiguri
Il distretto di Jalpaiguri è un distretto del Bengala Occidentale, in India, di 3 403 204 abitanti. Il suo capoluogo è Jalpaiguri.
Il Jalpaiguri, situato nella parte più settentrionale del Bengala Occidentale, confina con gli stati di Bhutan a nord e Bangladesh a sud-ovest, con lo stato indiano dell'Assam ad est, il distretto di Cooch Behar a sud e il distretto del Darjeeling ad ovest e nord-ovest.

## Geografia antropica
Il distretto è diviso in tre suddivisioni: Jalpaiguri Sadar, Malbazar e  Alipurduar.

### Suddivisione di Jalpaiguri Sadar
È costituita da una municipalità, Jalpaiguri, e da 4 Community development block:
- Jalpaiguri, costituito da aree rurali con 14 gram panchayat
- Maynaguri, costituito da aree rurali con 16 gram panchayat e una città censuaria Mainaguri
- Dhupguri, costituito da aree rurali con 16 gram panchayate tre città censuarie, Dhupguri, Banarhat Tea Garden e Gairkata
- Rajganj, costituito da aree rurali con 1 gram panchayat

### Suddivisione di Malbazar
È costituita da una municipalità, Mal, e da 3 Community development block:
- Mal, costituito da aree rurali con 12 gram panchayat
- Matiali, costituito da aree rurali con 5 gram panchayat
- Nagrakata, costituito da aree rurali con 5 gram panchayat

### Suddivisione di Alipurduar
È costituita da una municipalità, Alipurduar, e da 6 Community development block:
- Alipurduar I, costituito da aree rurali con 10 gram panchayat e 4 città censuarie Paschim Jitpur, Chechakhata, Alipurduar Railway Junction e Bholar Dabri
- Alipurduar II, costituito da aree rurali con 11 gram panchayat e una città censuaria Sobhaganj
- Falakata, costituito da aree rurali con 12 gram panchayat e una città censuaria Falakata
- Kalchini, costituito da aree rurali con 11 gram panchayat e due città censuarie, Jaygaon e Uttar Latabari
- Kumargram, costituito da aree rurali con 11 gram panchayat e una città censuaria Uttar Kamakhyaguri
- Madarihat-Birpara, costituito da aree rurali con 10 gram panchayat